# Ca Pellissa
Ca Pellissa és un edifici al municipi de la Fatarella (Terra Alta) inclòs a l'Inventari del Patrimoni Arquitectònic de Catalunya. Es tracta d'un edifici de planta baixa, dos pisos i golfes. Entre mitgeres i façana al c/ Alt. Tota la façana està arrebossada i emblanquinada. Presenta una socolada d'1,5 m d'alçada d'arrebossat.
Destaca de la façana la gran simetria entre les obertures, totes originals. L'accés es fa a través d'una gran arcada dovellada de mig punt amb marxapeu.
La primera planta té una finestra just a sobre de l'arcada i dos balcons laterals, tots amb emmarcament de carreus de pedra.
La segona planta té tres balcons simètrics respecte a les obertures del primer pis.
Les golfes, de distribució simètrica, amb finestres menys altes i conservant l'amplada de les de la planta inferior.
A l'extrem dret de la façana existeix un perxe d'origen medieval que queda endinsat al mur lateral de l'edifici.